# Leszek Pietrzak
Leszek Pietrzak (ur. 1967) – polski historyk, archiwista i publicysta.

## Życiorys
Stopień naukowy doktora nauk humanistycznych w dziedzinie historii uzyskał na Katolickim Uniwersytecie Lubelskim. Był pracownikiem lubelskiego oddziału Instytutu Pamięci Narodowej. W latach 1991–2000 był analitykiem Urzędu Ochrony Państwa, w latach 2006–2008 członkiem Komisji Weryfikacyjnej Wojskowych Służb Informacyjnych, a w latach 2008–2010 pracował w Biurze Bezpieczeństwa Narodowego, obecnie jest wykładowcą akademickim.
Był współpracownikiem „Zeszytów Historycznych WiN-u”. Został również publicystą Radia Maryja w audycji Myśląc Ojczyzna. Od lipca 2017 jest redaktorem naczelnym miesięcznika „Służby Specjalne”.

## Filmy dokumentalne (komentarz historyczny)
- Zaporczycy, odcinek serii „Z archiwum IPN”[7]
- Orlik, odcinek serii  „Z archiwum IPN”[7]
- od maja 2018 publikuje w serwisie YouTube audycje historyczne pod tytułem Zakazane historie.

## Publikacje książkowe
- Rok pierwszy: powstanie i działalność aparatu bezpieczeństwa publicznego na Lubelszczyźnie (lipiec 1944 – czerwiec 1945). 2004 (wybór i oprac.)
- Antykomunistyczne podziemie zbrojne na terenie Inspektoratu Puławy 1944–1956. 2011
- Zakazana historia. 2011 (współaut. Jan Piński, Rafał Przedmojski)
- Zakazana historia 2. 2012
- Zakazana historia 3. 2012
- Zakazana historia 4. 2012
- Dlaczego Lech Kaczyński musiał zginąć? 2012
- Zakazana historia 5. 2013
- Zakazana historia 6. 2013
- Zakazana historia 7. 2013
- Zakazana historia 8. 2014
- Zakazana historia 9. 2014
- Zakazana historia 10. 2014
- Sekrety ekonomii i polityki. 2014
- Zakazana historia 11. 2015
- Zakazana historia 12. 2015
- Zakazana historia 13. 2015
- Służby specjalne 1. 2015 (współaut. Jan Piński, Antoni Wręga)
- Propaganda historyczna Federacji Rosyjskiej wobec Polski 2004–2011. 2015
- Szukając sprawców zła. 2016
- Zakazana historia 14. 2016
- Zakazana historia 15. 2017
- Operacja IV Rzesza. Jak Hitler i Niemcy wygrali II wojnę światową. 2021